# Delta křídlo
Delta křídlo je křídlo ve tvaru trojúhelníku. Říká se mu delta pro podobnost jeho tvaru s velkým písmenem delta (Δ) z řeckého písma.
Přestože bylo dlouho studováno, nenašlo významného uplatnění až do příchodu proudových letadel, kdy se ukázalo jako vhodné pro vysokorychlostní podzvukové a nadzvukové lety. Také se ukázalo, že Rogallovo křídlo podobného tvaru je naopak vhodné pro velmi pomalá letadla, například pro kluzáky a ultralehká letadla. Tvar delta křídla má jedinečné aerodynamické vlastnosti a konstrukční výhody. V průběhu let se vyvinulo mnoho variant, ať už s dodatečnými stabilizačními povrchy nebo bez nich. Delta křídlo bylo použito např. u stíhacích letounů MiG-21 nebo Mirage III a dopravního letounu Concorde.
| Bezocasá delta | Zkrácená delta | Složená delta | Delta s dvakrát zalomenou náběžnou hranou | Ogivální delta | Delta s ocasem |